# Gare centrale d'Amsterdam
Pour les articles homonymes, voir Gare centrale.
 (février 2020).
Si vous disposez d'ouvrages ou d'articles de référence ou si vous connaissez des sites web de qualité traitant du thème abordé ici, merci de compléter l'article en donnant les références utiles à sa vérifiabilité et en les liant à la section « Notes et références ».
La gare centrale d'Amsterdam, ou gare d'Amsterdam-Central (en néerlandais : Station Amsterdam Centraal, prononcé : [staːˈʃɔn ɑmstərˈdɑm sɛnˈtraːl]), est la principale gare de la ville d'Amsterdam, capitale des Pays-Bas.
Elle est construite entre 1881 et 1889 par l'architecte Pierre J. H. Cuypers, les ingénieurs civils Adolf Leonard van Gendt (façades) et Leonard Johannus Eijmer (toiture). Cuypers est également l'architecte principal du musée d'État, ouvert en 1885 et situé à 2,3 kilomètres au sud-ouest de cette gare.
La gare compte six quais, accessibles par trois couloirs transversaux, situés sous onze voies pour passagers. Il y a un total de 15 voies. Elle est le terminus des services empruntant la ligne à grande vitesse HSL-Zuid, qui relie Anvers à Amsterdam, notamment les Eurostar.

## Histoire
La gare centrale d'Amsterdam est construite entre 1881 et 1889 par l'architecte Pierre J.H. Cuypers et le constructeur mécanicien Adolf Leonard van Gendt. Sa construction et l'aménagement des voies ont nécessité la fermeture du front du port, ce qui a toutefois permis d'éviter la traversée de l'ancienne ville par des voies de chemin de fer. Elle est construite sur trois anciennes îles de l'IJ unifiées par le comblement des canaux qui les séparaient. Elle est par conséquent implantée sur une île rectangulaire plus vaste, bordée au nord-est par l'IJ et sur les trois autres côtés par des canaux. Le sable utilisé pour le comblement provient des dunes situées près de Velsen qui avaient été creusées pour la construction du Canal de la Mer du Nord. Comme beaucoup d'autres bâtiments à Amsterdam, la gare est construite sur des pilotis de bois (8 687 pour être précis). Des affaissements se sont produits au début de la construction, ce qui a entraîné un retard de plusieurs années dans les travaux. Le public s'était rendu avec grand intérêt à l'inauguration du bâtiment qui a eu lieu le 15 octobre 1889.
Au côté est de la gare se trouve le pavillon royal, dans lequel est intégré un emplacement de stationnement pour une voiture (à l'origine ce l'était pour un carrosse). Cuypers mit l'accent sur la construction de deux tours à chaque côté de la gare pour lui donner l'impression d'être une nouvelle porte de la ville. Il conçut le bâtiment, mais la couverture des quais ne fit pas partie de sa mission. La toiture, composée de 50 membrures en arc et une travée de presque 45 m, a été construite par L.J. Eijmer (ingénieur civil aux Chemins de Fer nationaux). Cuypers créa les décorations des membrures et du front de la façade avant. La toiture de la gare fut finalement terminée en octobre 1889. Une deuxième toiture, similaire mais plus étroite, est terminée en 1935. Un certain nombre de voies ne furent pas couvertes entre les deux toitures. Une troisième toiture, couvrant les voies du centre est construite en 1999, suivant les plans de Jan Garvelink, architecte chez Holland Railconsult.

La gare à différentes époques
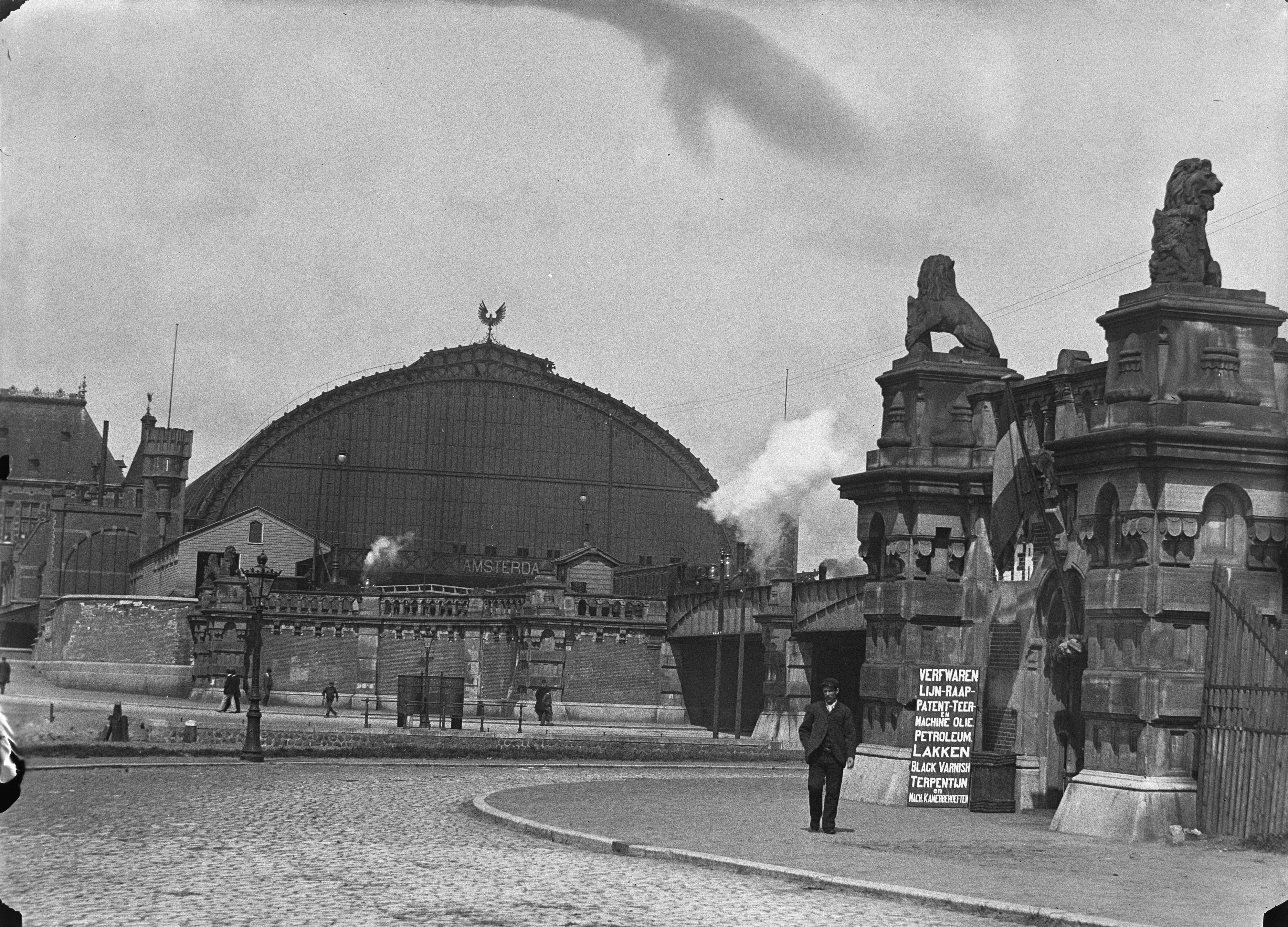
1894.
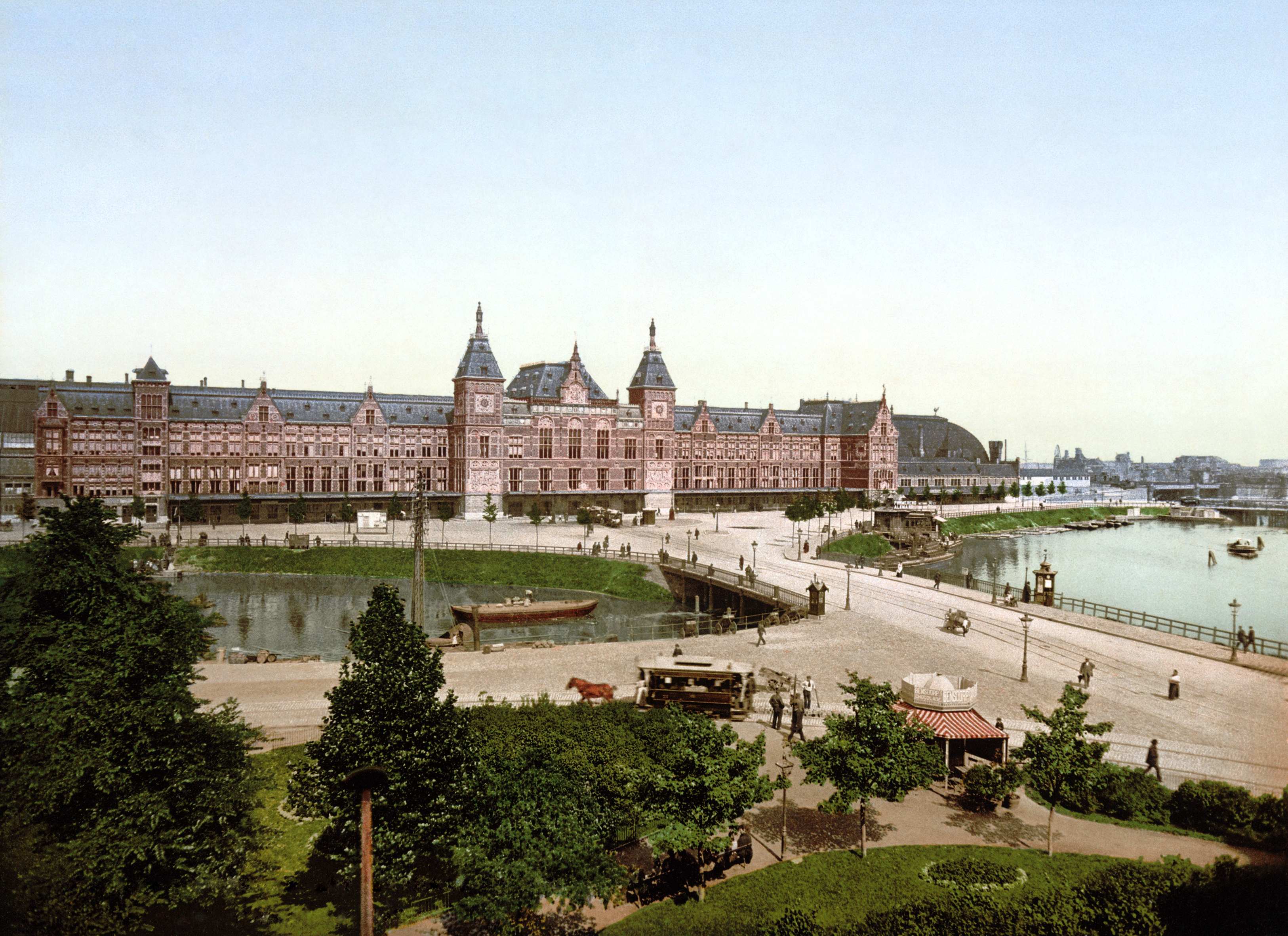
Entre 1890 et 1905.
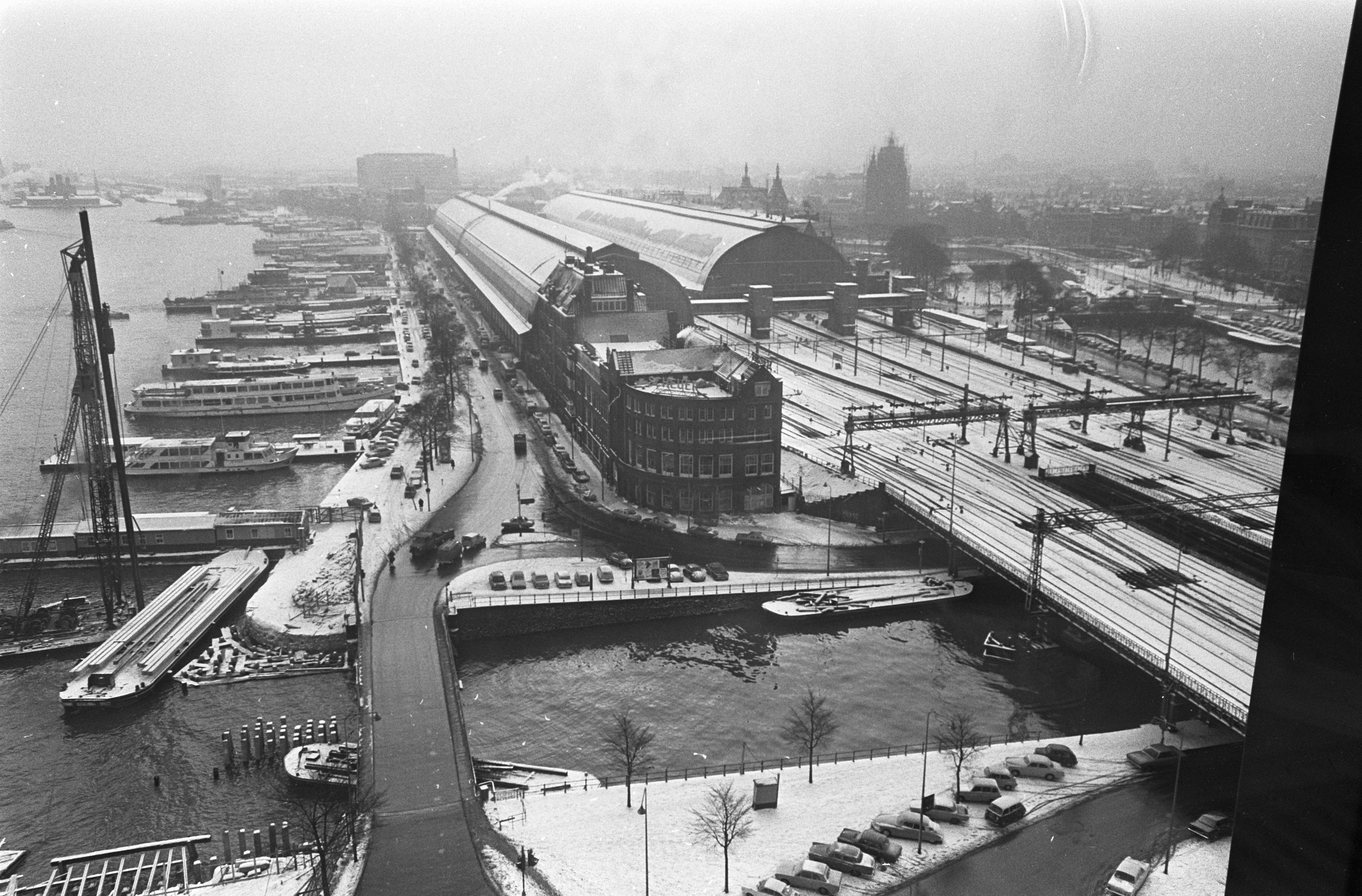
En février 1969.

## Service des voyageurs

### Desserte

les installations
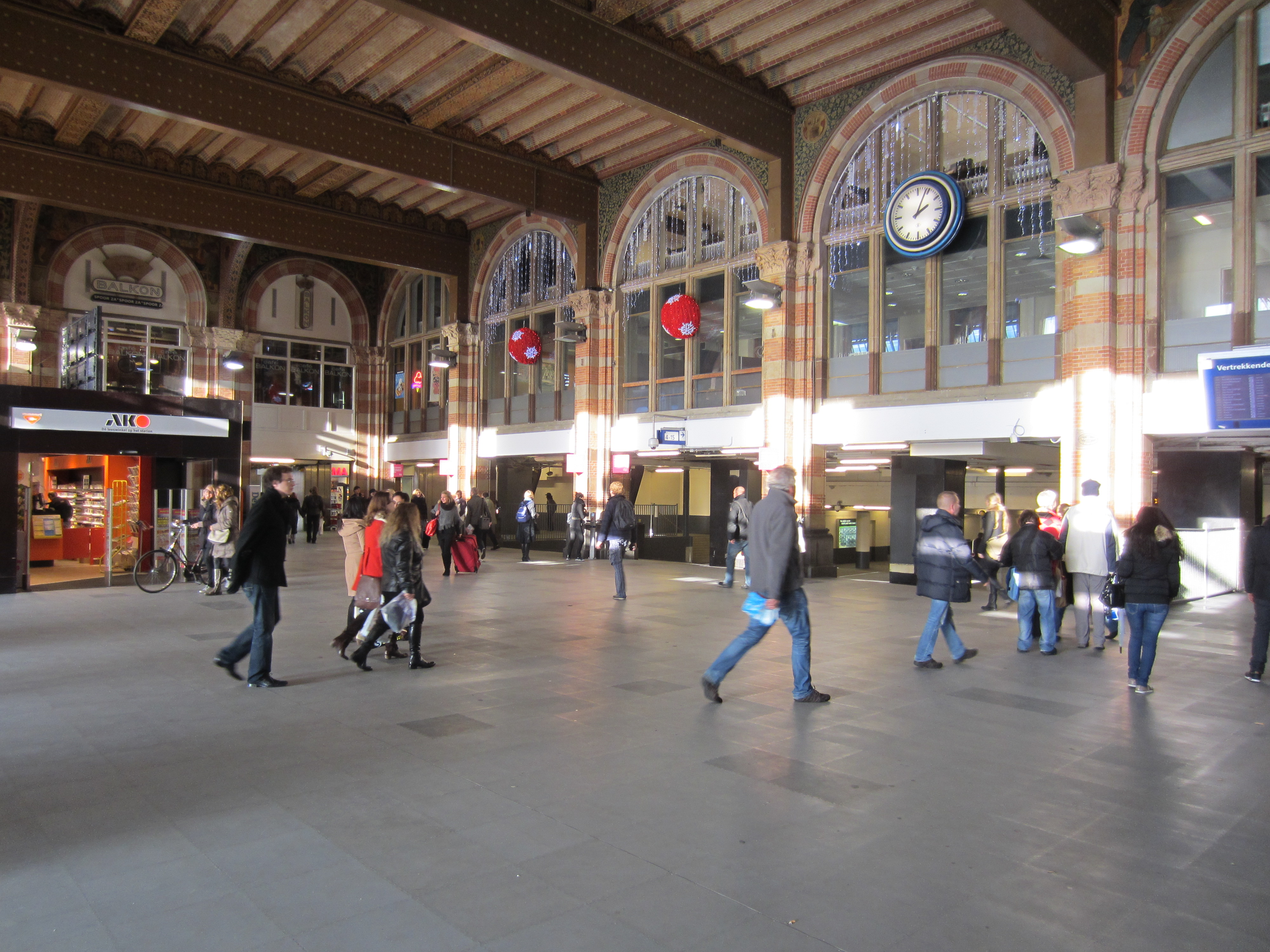
Hall d'entrée.
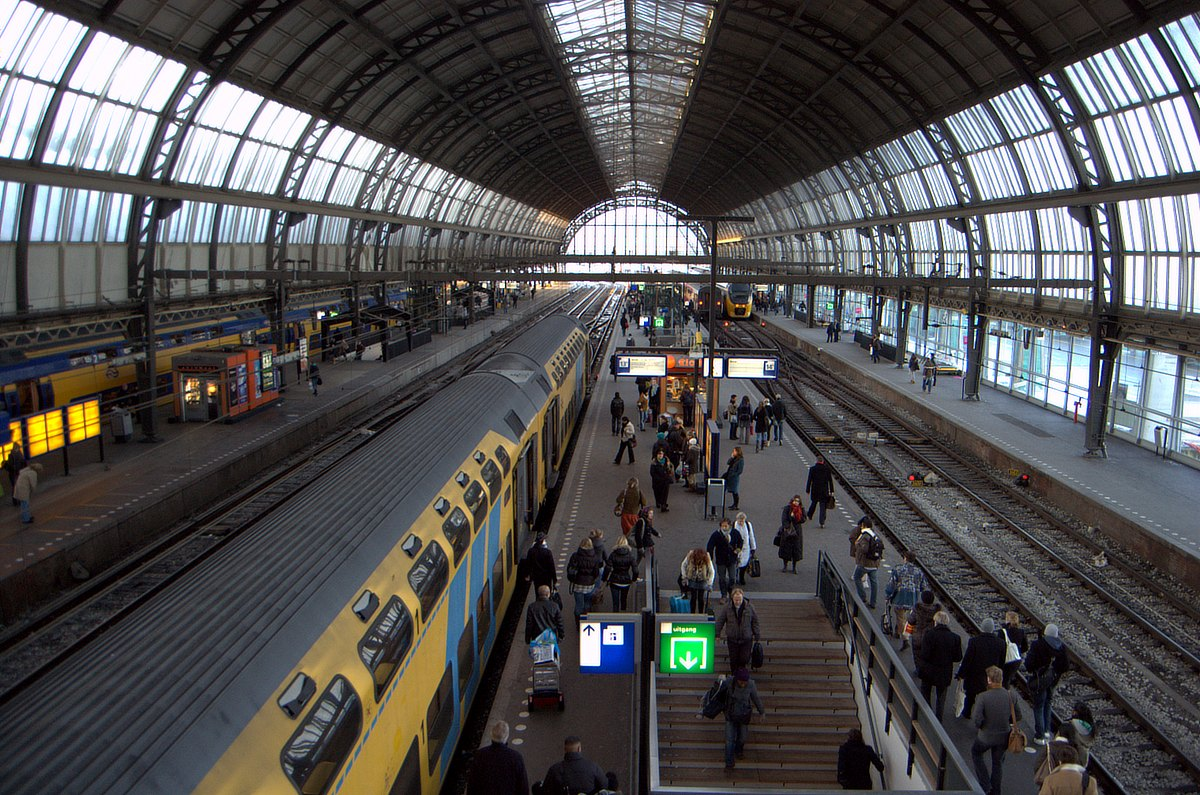
Vue sur les voies.
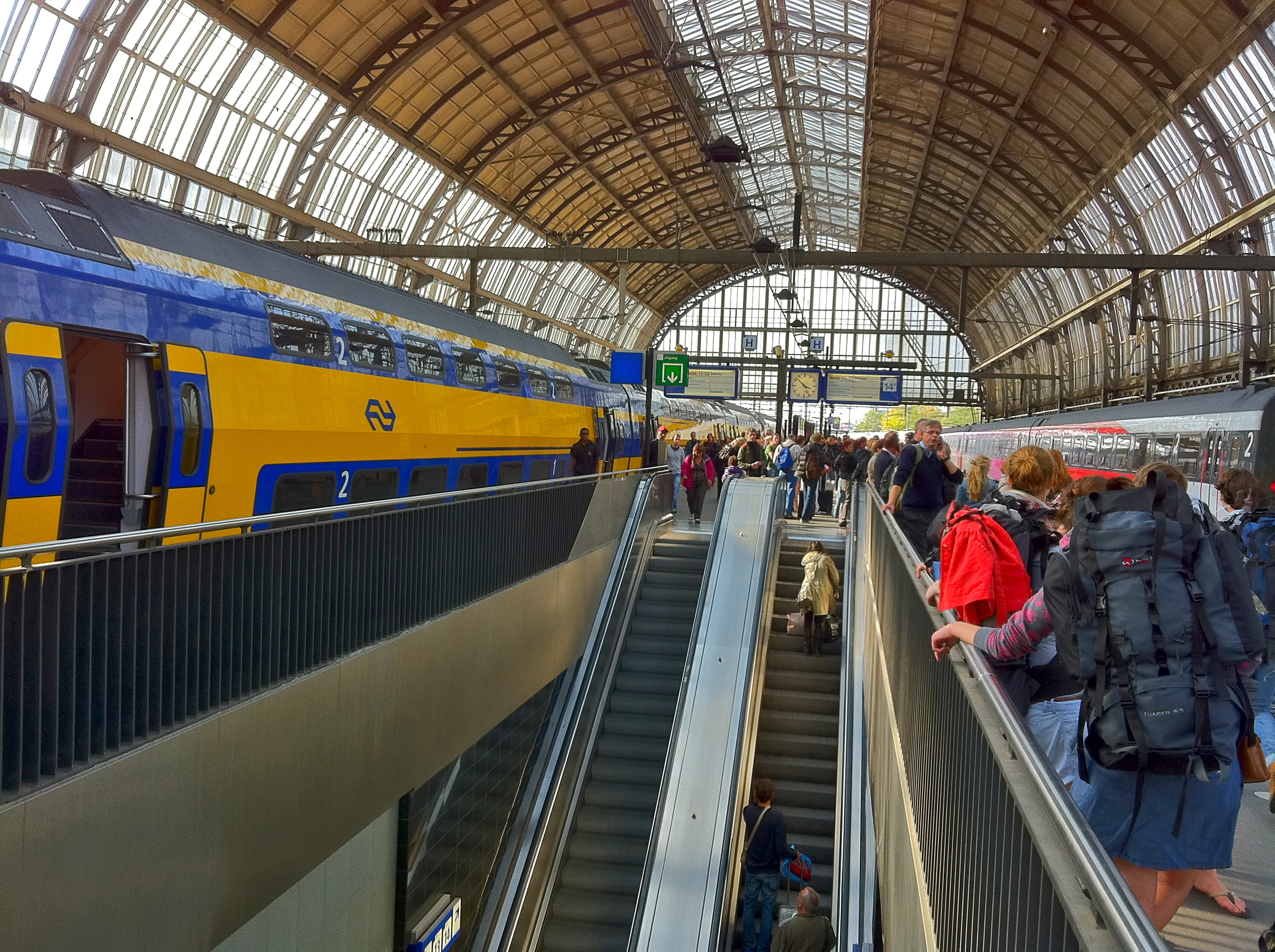
Quai et desserte.

### Intermodalité
La ligne 52 du métro, ouverte en 2018, passe par la gare.

## Vue par des artistes

Photographie et peinture
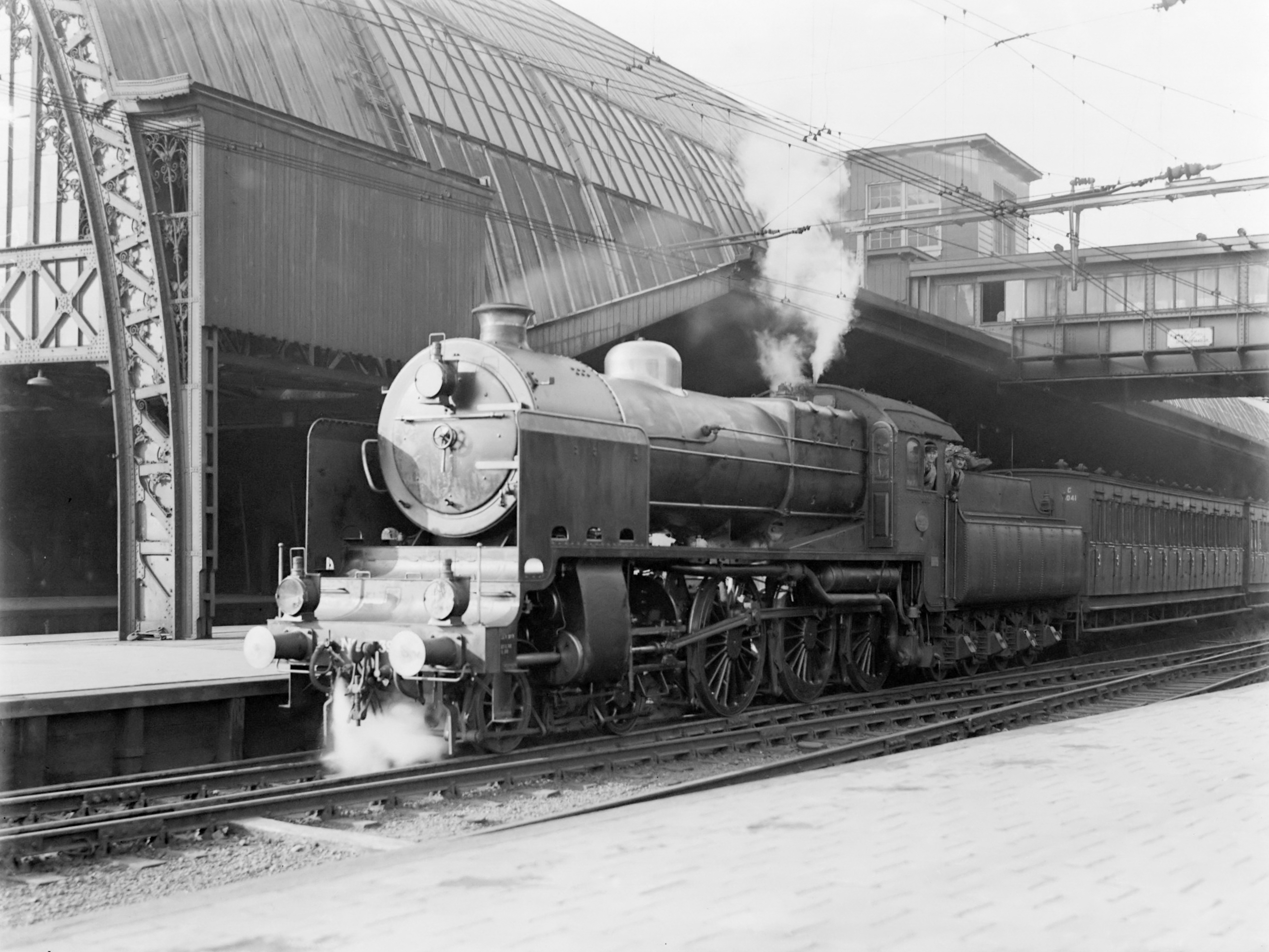
W. van de Poll 1932.
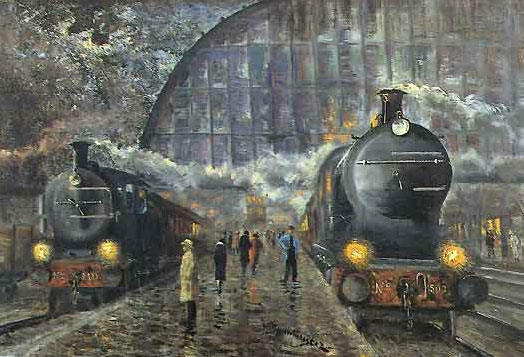
W. L. Bouwmeester vers 1900.

## Projet
Il est prévu de construire une nouvelle toiture en arc au côté nord, pour y accueillir une gare pour les bus, le long des berges de l'IJ pour accroître la multimodalité de la gare.